# Litis denuntiatio
Litis denuntiatio (av latinets tillkännagivande av tvist) är inom processrätt en uppmaning av part till en utom rättegången stående person att delta i processen, i regel för att stödja punktens talan.
Sådan Litis denuntiatio omnämns i svensk lag vid klander av jordafång, då köparen skall instämma säljaren att värja köpet, och försvara köparens rätt. Det förekom även enligt den äldre ärvdabalken då klander väcktes mot arvfallen fastighet och dennas ägare hade att inkalla sina medarvingar. Var instämd person inte ägare till den klandrade saken, utan innehade den som pant eller lega, ansågs han kunna överflytta ansvaret för processen på ägaren genom att underrätta denne, så kallad nominatio eller laudatio auctoris, ett särskilt slag av litis denutiatio.
Auspico a questo Presidente totalita'